# Voto (religione)

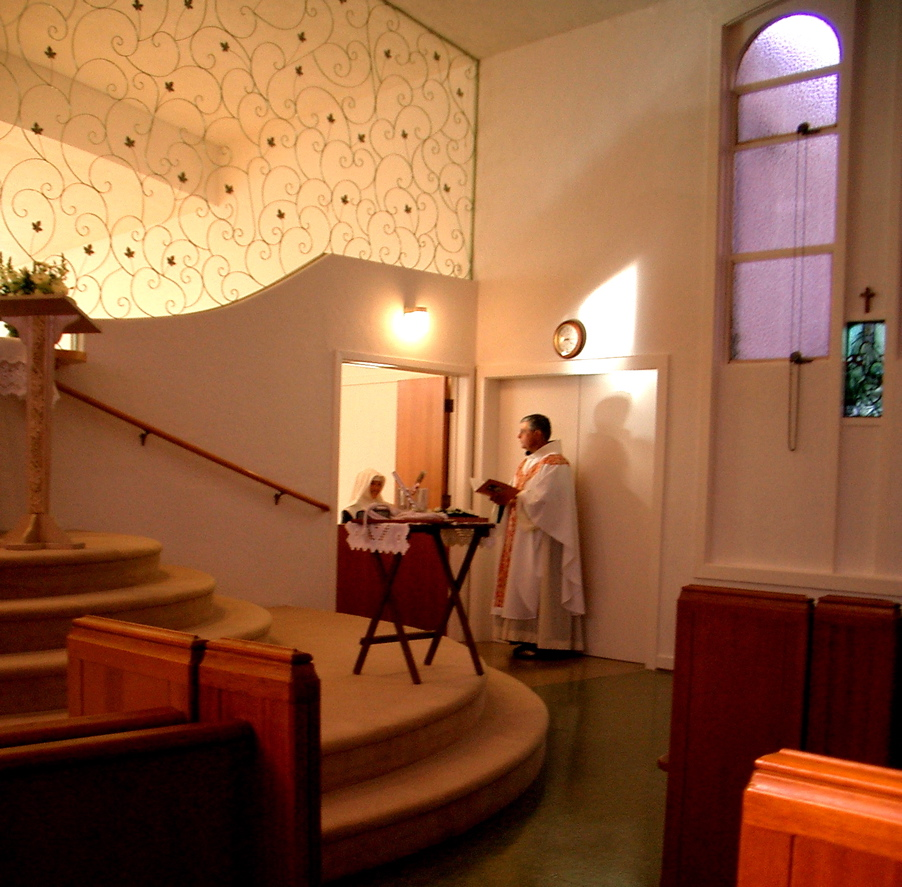
La professione dei voti religiosi in un monastero di clausura.

Il voto, in ambito religioso, è una promessa fatta a Dio. La promessa è obbligante, e quindi differisce dalla semplice risoluzione, che è un proposito presente di fare o di non fare delle determinate cose in futuro.
In questo senso ampio, in ogni religione, vi sono queste forme di promesse. Per esempio, nel buddhismo il bodhisattva è colui che fa voto, ovvero s'impegna a raggiungere l'illuminazione.
In un senso più stretto, comunque, il voto si inserisce nella tradizione cristiana.

## Aspetti generali
Per quanto riguarda un rapporto fra persone, una promessa presuppone la fedeltà di chi la compie; una persona promette, volendo che un'altra si fidi, e con la sua fedeltà si mostra degna di fiducia. Se d'altro canto la prima persona rompe la promessa, perde credito agli occhi dell'altra, generando una delusione che è distruttiva per la mutua confidenza. Ebbene, queste affermazioni e definizioni non possono essere applicate ad una promessa fatta a Dio: infatti, per chi che promette è impossibile ingannare Dio per quanto riguarda le proprie intenzioni presenti, ed Egli già sa se la persona promettente sarà costante, in futuro; perciò, Egli è anche escluso dalla delusione per un fallimento inaspettato nel mantenimento della promessa. Tuttavia, così come è possibile offrire a Dio delle cose esistenti o delle azioni presenti, allo stesso modo è possibile offrirgli un'azione futura e la perseveranza nel proposito di mantenere l'offerta. Tale offerta di perseveranza è caratteristica di un voto religioso. Un successivo cambiamento nell'intenzione di un votato è perciò una mancanza di rispetto verso Dio: è come portar via qualcosa che è stato dedicato a Lui, ed è dunque commettere sacrilegio (nel senso più ampio del termine). Infatti, a differenza della semplice rottura di una promessa fatta a una persona, un fallimento nel dare a Dio ciò che gli era stato promesso è considerata un'offesa molto seria.
In senso più generale e ampio, il voto è anche una professione di profonda fede a Dio mediante la dedicazione delle azioni umane alla volontà divina, ed è dunque un riconoscimento di Dio come fine ultimo umano, secondo la coscienza religiosa. Rispettando le obbligazioni di un voto, infatti, il/la votato/a dichiara implicitamente che Dio merita più di ciò che chiede. Ciò mostra come il voto -in senso stretto- sia attuabile solo per Dio e di fronte a Dio, e non per i Santi: sebbene infatti le promesse sacre fatte a Santi siano valide e non possano essere infrante senza un'offesa all'onore tributatogli, tale infrazione non sarà mai tanto grave come l'infrazione fatta nei riguardi di un voto fatto direttamente a Dio. Tutto ciò non toglie che la Chiesa cattolica approvi e favorisca la devozione ai Santi attuate mediante promesse, che possono essere anche conseguentemente mutate in voti a Dio stesso.
Dal punto di vista della pratica religiosa, inoltre, il voto è stato valutato come assai utile per rafforzare la volontà di chi lo compie, sia per effetto psicologico (suggestione e autocoscienza), sia -teologicamente parlando- per effetto spirituale di comunione più profonda e più stretta con Dio.

## Nel Cristianesimo
Per quanto riguarda lo studio della morale e della teologia cristiana (in particolare cattolica) riguardo al voto, ne sono state date formule, definizioni e spiegazioni ben precise. Innanzitutto, un voto, anche quando riguarda materia di poca importanza, presuppone il pieno assenso della volontà: è infatti un atto di generosità verso Dio, e nessuno potrebbe dare qualcosa se non sapesse pienamente cosa sta facendo con tale atto. Ogni errore sostanziale, o comunque ogni errore che sia davvero la causa del fare un voto, rende il voto nullo e senza valore. Per giudicare l'effetto di un possibile errore è necessario conoscere la volontà di colui che ha fatto il voto nel momento preciso del farlo; perciò, una persona che possa dire sinceramente "se avessi saputo questo o quello, non avrei fatto il voto" non è legata ipso facto dal voto stesso. Tuttavia, se il votato ha considerato la propria ignoranza in materia di voti, e nonostante ciò ne ha stretto uno ugualmente per generosità verso Dio, conoscendone la generale importanza e la natura assai positiva, costui è legato dal voto, che in tal caso è interamente valido. Per quanto riguarda, in modo specifico, i voti che accompagnano l'entrata in un ordine religioso, essi possono essere resi e considerati nulli solo per qualche reale errore sostanziale.
L'oggetto di un voto, secondo la formula classica, non dev'essere semplicemente qualcosa di "buono", ma qualcosa di "meglio"; da ciò consegue, ovviamente, che nessun voto può esser fatto a Dio riguardo alcuna cosa illegale oppure indifferente, giacché la santità di Dio sarebbe incompatibile con qualsiasi cosa malvagia o comunque di natura inferiore, non del tutto buona. Inoltre, l'oggetto del voto dev'essere qualcosa di umanamente possibile, poiché nessuno può essere obbligato a fare ciò che è impossibile. Perciò, nessun uomo può fare un voto per evitare ogni materia di peccato, anche la più leggera, perché ciò è moralmente impossibile. Detto ciò, il voto per evitare un determinato peccato è valido almeno per le persone che hanno compiuto qualche progresso nella virtù.
La promessa in cui consiste il voto può essere fatta in forma privata. In questa forma, nella devozione popolare, con voto si intende promettere qualcosa a Dio, subordinandolo all'ottenimento di una grazia particolare da parte di Dio stesso. In caso di ottenimento della grazia richiesta, la persona che ha fatto il voto ne dà attuazione (in forma di pellegrinaggio, di visita a santuari, di deposizione presso un santuario di un ex voto). La promessa in cui consiste il voto può essere fatta in forma pubblica. In questa forma, nella Chiesa cattolica è disciplinata dal Codice di diritto canonico che indica tempi e modalità con cui un cattolico può impegnarsi nei voti religiosi.
La vita spirituale e monastica trasse ispirazione dall'esempio di Gesù e degli apostoli, per una vita povera, casta e obbediente. Poco alla volta queste scelte si sono consolidate nella professione dei voti religiosi di castità, povertà e obbedienza.

### La riforma del 1917
La riforma del Codice di Diritto Canonico del 1917, al canone n. 488, introdusse le distinzioni terminologiche fra voti solenni di un Ordo Regolare e voti semplici di una Congregatio Religiosa.
La riforma abrogò l'indissolubilità dei voti solenni, che dal Medioevo aveva costituito per secoli una delle principali differenze fra le due tipologie di voti. 

Prima di tale atto, la dispensa dai voti solenni poteva essere concessa esclusivamente dal Pontefice, laddove i voti semplici potevano essere sciolti da autorità della Chiesa Romana e locali delegate dal pontifice.
Se la precedente disciplina dichiarò automaticamente nulli i matrimoni celebrati dopo la professione del voti solenni, la riforma del 1917 introdusse questa possibilità anche per coloro che avessero professato i voti semplici: alla Santa Sede fu attribuita la facoltà di dichiarare la nullità del voti e non del matrimonio. La norma stabilì che il matrimonio non potesse essere invalidato dai voti semplici, ad eccezione dei singoli casi valutati dalla sede apostolica.

### Gli Istituti diVita consacrata
Gli appartenenti agli Istituti di vita consacrata emettono il voto di professare in forma speciale i consigli evangelici di castità, povertà e obbedienza. Agli Istituti di vita consacrata appartengono i religiosi, che alla professione dei voti religiosi affiancano la scelta della vita comune, e i membri degli Istituti secolari che emettono i voti ma non fanno vita comunitaria (almeno, non necessariamente). Specularmente, i membri delle Società di vita apostolica (come, ad esempio, i Preti dell'Oratorio o i Lazzaristi) fanno vita comunitaria ma non emettono voti religiosi.
Negli istituti di fondazione più antica (detti Ordini religiosi) i voti vengono emessi in forma solenne. Negli istituti di fondazione più recente (detti Congregazioni religiose) i voti vengono emessi in forma semplice. Di fatto però questa distinzione tra voti solenni e semplici è oggi solamente tradizionale e formale. In passato il voto solenne aveva anche una ricaduta civile e "pubblica", che il voto emesso in forma semplice non aveva (ad esempio: se un frate francescano, che aveva emesso i voti in forma solenne, avesse contratto matrimonio oppure avesse comprato un bene, il suo atto non sarebbe stato solo illecito davanti alla Chiesa, ma anche nullo di fronte allo "Stato"; diversamente, il membro di una congregazione religiosa, che aveva emesso i voti semplici, compiendo questi atti giuridici avrebbe comunque compiuto degli atti civilmente validi). Oggi, in seguito alla quasi unanime accettazione del principio di separazione tra Stato e Chiesa, la differenza tra voti semplici e solenni è unicamente storica, tranne che per il fatto che con il voto solenne di povertà il religioso rinuncia non solo all'uso dei propri beni, ma anche al possesso.
Chi entra in un Istituto di Vita consacrata, dopo un periodo generalmente di uno o due anni di conoscenza ed approfondimento detto noviziato, emette i voti religiosi. Generalmente dapprima i voti vengono emessi per un anno e rinnovati al termine della scadenza; in seguito, trascorsi alcuni anni, i voti vengono emessi in forma perpetua (professione perpetua o "solenne").

## Nella Bibbia
Nella Bibbia non si parla in senso tecnico di voti.
Si parla però di alcune forme particolari di consacrazione a Dio con relative promesse: vedi, ad esempio, il Nazireato.
La parola tecnica ebraica è neder e significa “promessa solenne”, “voto fatto a Dio” in cambio di una grazia ricevuta o richiesta.
Sinonimi di neder sono: 'alah (giuramento); 'issar (astensione usata spesso con neder); shevu‘ah (giuramento).
La parola neder compare con diversi verbi: Lev 7,16 (offrire un sacrificio votivo); Lev 22,18 (un'offerta per qualsiasi voto o dono volontario); Lev 22,23 (offerta volontaria [anche con difetto] e offerta per voto [senza difetto]); Lev 27,2 (la stima [= prezzo] che dovrai fare delle persone votate al Signore… 3 la tua stima sarà: per un maschio dai venti ai sessant'anni, cinquanta sicli d'argento, secondo il siclo del santuario; 4 invece per una donna, la tua stima sarà di trenta sicli).
La parola neder accompagnata dal verbo nadar "emettere un voto" compare circa 91 volte in diversi libri biblici. L'espressione tipica è “fare un voto”, lett. “votare un voto”. Ricorre in particolare in questi testi:
Gen 28,20-21 (Giacobbe fece questo voto...); Gen 31,13 (Io sono il Dio di Betel, dove tu ... mi hai fatto un voto); Num 6,2-4 (Quando un uomo o una donna farà un voto speciale, il voto di nazireato...); Num 6,21 (Questa è la legge per chi ha fatto voto di nazireato...); Num 21,2-3 (Allora Israele fece un voto al Signore...); Num 30,3-17 (Quando uno avrà fatto un voto al Signore o si sarà obbligato con giuramento ad una astensione, non violi la sua parola, ma dia esecuzione a quanto ha promesso con la bocca...); Deut 12,11.17 (Non potrai mangiare entro le tue città le decime del tuo frumento, del tuo mosto, del tuo olio, né i primogeniti del tuo bestiame grosso e minuto, né ciò che avrai consacrato per voto...); Deut 23,22-24 (Quando avrai fatto un voto al Signore tuo Dio, non tarderai a soddisfarlo...); Giud 11,30-31.39 (Iefte fece voto al Signore...); 1Sam 1,11 (Poi [Anna] fece questo voto...); 2Sam 15,7-8 (Assalonne disse al re: «Lasciami andare a Ebron a sciogliere un voto che ho fatto al Signore...); Qoh 5,3-4 (Quando hai fatto un voto a Dio, non indugiare a soddisfarlo, perché egli non ama gli stolti: adempi quello che hai promesso. 4 È meglio non far voti, che farli e poi non mantenerli).
Da questi testi dell'AT si evince che: il voto è un impegno solenne preso con Dio (solitamente in cambio di una grazia o di un favore); è un impegno temporaneo (salvo poche eccezioni); è una promessa che va mantenuta, quindi il voto non deve essere emesso alla leggera; in determinate circostanze può essere sciolto non senza difficoltà o peccato.
Nel Vangelo non si parla di voti, ma di scelte di vita che Gesù Cristo ha fatto. In particolare viene descritta la sua vita povera, la sua vita di obbedienza al Padre celeste (cfr. la voce Trinità) e la sua scelta di vivere una vita casta.
Nel NT la parola "voto" compare solo una volta con riferimento a Paolo di Tarso. Atti 18,18: Paolo si trattenne ancora parecchi giorni, poi prese congedo dai fratelli e s'imbarcò diretto in Siria, in compagnia di Priscilla e Aquila. A Cencre si era fatto tagliare i capelli a causa di un voto che aveva fatto.